# كارلوس سالسيدو
يُرجي عدم الخلط مع اللاعب كارلوس سالسيدو.

كارلوس أرنولدو سالسيدو فلوريس (بالإسبانية: Carlos Arnoldo Salcido Flores) (مواليد 2 أبريل 1980 في أوكوتلان) لاعب كرة قدم مكسيكي يلعب حاليا في نادي آيندهوفن الهولندي .

## روابط خارجية
- كارلوس سالسيدو على موقع الاتحاد الدولي (مؤرشف)  (الإنجليزية)
- كارلوس سالسيدو على موقع الاتحاد الأوربي (الإنجليزية)
- كارلوس سالسيدو على موقع قاعدة بيانات كرة القدم.إي يو (الإنجليزية)
- كارلوس سالسيدو على موقع ناشيونال فوتبول تيمز (الإنجليزية)
- كارلوس سالسيدو على موقع Soccerbase.com (لاعب) (الإنجليزية)
- كارلوس سالسيدو على موقع Soccerway.com (الإنجليزية)
- كارلوس سالسيدو على موقع عالم كرة القدم.نت (الإنجليزية)
- كارلوس سالسيدو على موقع كووورة
- كارلوس سالسيدو على موقع اللجنة الأولمبية الدولية (الإنجليزية)
- كارلوس سالسيدو على موقع أوليمبيديا (الإنجليزية)